# Gösta Brunnström
Gösta Greger Stig Fabian Brunnström, född 4 mars 1907 i Helsingborg, död 11 juni 1989, var en svensk diplomat.

## Biografi
Brunnström var son till direktör Fabian Brunnström och Hildur Banck. Han tog reservofficersexamen 1929 och var löjtnant vid Skånska kavalleriregementets (K 2) reserv 1932–1946. Brunnström tog filosofie kandidatexamen 1932 och juris kandidatexamen i Uppsala 1936 innan han blev attaché vid Utrikesdepartementet (UD) 1936.
Han tjänstgjorde vid generalkonsulatet i Calcutta 1937, var tillförordnad generalkonsul där 1938, attaché i Paris 1939, Oslo 1940 och var andre legationssekreterare i Washington, D.C. 1941. Han var tillförordnad chargé d’affaires i Mexico City 1942, legationssekreterare i Rio de Janeiro 1943, Buenos Aires 1944 och förste sekreterare vid UD 1944. Brunnström var därefter föreståndare för UD:s sjöfartsbyrå 1946–1948, förste beskickningssekreterare i Washington, D.C. 1948, Buenos Aires 1949 och byråchef vid UD 1954. Han var sändebud i Karachi 1956–1960, Beirut, jämväl i Riyadh, Amman och Nicosia 1960–1965 samt Damaskus 1961–1965. Brunnström var sändebud i Aten 1965–1972 och generalkonsul i Montréal 1969–1972.
Brunnström var ägare av Hamilton House i Helsingborg. Han gifte sig 1943 med Mary Davis (1917–1987), dotter till Allen Davis och Alice Suplee. Brunnström avled den 11 juni 1989 och gravsattes den 13 juli 1989 på Pålsjö kyrkogård i Helsingborg.

## Utmärkelser
Gösta Brunnströms utmärkelser:
- Riddare av Nordstjärneorden (RNO)
- Kommendör av Argentinska förtjänstorden Al Merito (KArgAM)
- Libanesiska Cederordens Storkors (LibanCederO),
- Jordaniens Förtjänstordens Storkors (JordSjO),
- Grekiska Fenixordens Storkors (GrPhO),